# فرودگاه نیروی هوایی سلطنتی هوتون پارک
فرودگاه نیروی هوایی سلطنتی هوتون پارک (به انگلیسی: RAF Hooton Park) یک فرودگاه نظامی جنگی است که یک باند فرود بتن دارد و طول باند آن ۱۸۲۹ متر است. این فرودگاه در کشور انگلستان قرار دارد و در ارتفاع ۹ متری از سطح دریا واقع شده است.